# Dżabal Ighud

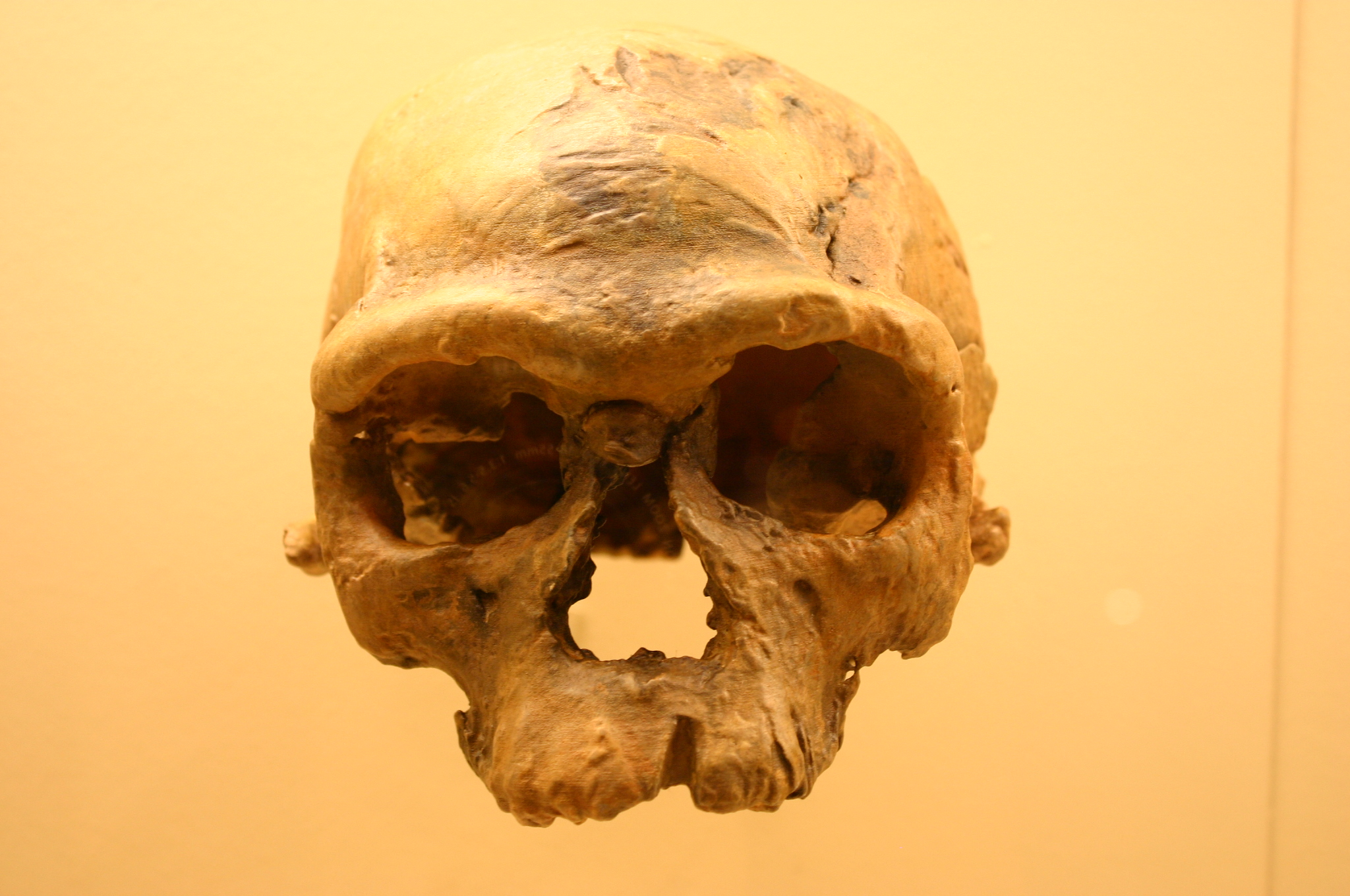
Czaszka osobnika dorosłego

Dżabal Ighud (arab. ‏جبل إيغود‎, Jabal Īghūd; fr. Djebel Irhoud, Jebel Irhoud) – stanowisko archeologiczne w formie niszy krasowej w masywie wapiennym, położone w południowej części Maroka, 55 kilometrów na południowy wschód od Safi.
Stanowisko zostało odkryte przypadkowo w 1960 roku podczas prac górniczych, rok później rozpoczęto jego badania. W warstwach geologicznych odkryto szczątki kilkunastu gatunków ssaków oraz ślady bytności człowieka z przemysłami kamiennymi typu mustierskiego. Odnalezione zostały także fragmenty szkieletów ludzkich: dwie czaszki należące do osób dorosłych, żuchwę osobnika młodego i dorosłego oraz kość ramienną osobnika młodego. Szczątki te początkowo klasyfikowano jako neandertalskie, obecnie przeważa ich interpretacja jako należących do wczesnych przedstawicieli Homo sapiens. Datacja znalezisk jest sporna, określana na pomiędzy 190 a 90 tys. lat temu. Aktualne badania metodą termoluminescencyjną zmieniły datowanie na aż 315 tysięcy lat (± 34 tys. lat).